# Estado del Callao

El Callao en la anexión a Lima de la República Federal de los Incas

El Estado Litoral del Callao fue un proyecto de Estado Federal, conformado por la Provincia constitucional del Callao, dentro del proyecto unionista de los Estados Unidos Perú-Bolivianos que llegó a la etapa legislativa durante la Guerra del Pacífico, pero que no se logró concretar.

## Historia
El 11 de junio de 1880, pocos días después de la derrota en la batalla de Tacna, bajo los mandatos de Nicolás de Piérola y Narciso Campero, ambos gobiernos firmaron en Lima un protocolo sobre las bases preliminares de la unión federal, que preveían:

[...] para afianzar la independencia y la inviolabilidad, paz interior y seguridad exterior de los Estados comprendidos, así como para promover su prosperidad (punto I). Los departamentos de cada una de las dos repúblicas se erigirían en Estados autónomos, con instituciones y leyes propias. Se juntarían Tacna y Oruro, y Potosí y Tarapacá (punto II); y las regiones del Chaco y del Beni y de la montaña peruana formarían distritos federales. Los Estados serían iguales en derechos y tendrían una ciudadanía común (punto V); habría un gobierno nacional conformado por los tres poderes clásicos; y la conducción de la política exterior de la Unión correspondería al Poder Ejecutivo Federal. El Presidente de la Unión sería elegido en votación directa por los ciudadanos de los Estados